# Équateur aux Jeux olympiques d'été de 2008
L'Équateur participe aux Jeux olympiques d'été de 2008 à Pékin.

## Liste des médaillés équatoriens

### Médailles d'or
| Sport              | Discipline | Sportifs | Performance |
| Médailles d'or : 0 |            |          |             |

### Médailles d'argent
| Sport                  | Discipline       | Sportifs        | Performance     |
| Médailles d'argent : 1 |                  |                 |                 |
| Athlétisme             | 20 km marche (H) | Jefferson Perez | 1 h 19 min 15 s |

### Médailles de bronze
| Sport                   | Discipline | Sportifs | Performance |
| Médailles de bronze : 0 |            |          |             |

## Athlètes équatoriens engagés[1]

### Athlétisme
| Hommes - 100 m : - Franklin Nazareno - 200 m : - Franklin Nazareno - 800 m : - Byron Piedra - 1 500 m : - Byron Piedra - Saut en longueur : - Hugo Chila - 20 km marche : - Andrés Chocho - Rolando Saquipay - Jefferson Perez - 50 km marche : - Xavier Moreno - Fausto Quinde - Marathon : - Franklin Tenorio | Femmes - 20 km marche : - Johana Ordonez - Marathon : - Sandra Ruales |

#### Hommes
| Épreuve          | Athlète           | Séries      | Séries | Quarts de finale | Quarts de finale | Demi-finales | Demi-finales | Finale       | Finale            |
| Épreuve          | Athlète           | Résultat    | Rang   | Résultat         | Rang             | Résultat     | Rang         | Résultat     | Rang              |
| ---------------- | ----------------- | ----------- | ------ | ---------------- | ---------------- | ------------ | ------------ | ------------ | ----------------- |
| 100 mètres       | Franklin Nazareno | 10.60       | 5e     | -                | -                | -            | -            | -            | -                 |
| 200 mètres       | Franklin Nazareno | 21.26       | 8e     | -                | -                | -            | -            | -            | -                 |
| 800 mètres       | Bayron Piedra     | DNS         | /      | -                | -                | -            | -            | -            | -                 |
| 1 500 mètres     | Bayron Piedra     | 3 min 45.57 | 12e    | -                | -                | -            | -            | -            | -                 |
| 20 km marche     | Andrés Chocho     | NC          | NC     | NC               | NC               | NC           | NC           | 1h 27 min 09 | 38e               |
| 20 km marche     | Rolando Saquipay  | NC          | NC     | NC               | NC               | NC           | NC           | 1h 22 min 32 | 20e               |
| 20 km marche     | Jefferson Pérez   | NC          | NC     | NC               | NC               | NC           | NC           | 1h 19 min 15 | Médaille d'argent |
| 50 km marche     | Xavier Moreno     | NC          | NC     | NC               | NC               | NC           | NC           | 4h 07 min 04 | 36e               |
| 50 km marche     | Fausto Quinde     | NC          | NC     | NC               | NC               | NC           | NC           | 3h 59 min 28 | 25e               |
| Saut en longueur | Hugo Chila        | 7,77m       | 13e    | -                | -                | -            | -            | -            | -                 |

#### Femmes
| Épreuve      | Athlète        | Séries   | Séries | Quarts de finale | Quarts de finale | Demi-finales | Demi-finales | Finale       | Finale |
| Épreuve      | Athlète        | Résultat | Rang   | Résultat         | Rang             | Résultat     | Rang         | Résultat     | Rang   |
| ------------ | -------------- | -------- | ------ | ---------------- | ---------------- | ------------ | ------------ | ------------ | ------ |
| Marathon     | Sandra Ruales  | NC       | NC     | NC               | NC               | NC           | NC           | 2h 35 min 53 | 43e    |
| 20 km marche | Johana Ordonez | NC       | NC     | NC               | NC               | NC           | NC           | 1h 36 min 18 | 34e    |

### Boxe
Hommes
- 57 kg (poids plume) :
  - Luis Porozo
- 75 kg (poids moyen) :
  - Carlos Gongora

| Athlète        | Catégorie                | 16e de finale         | 8e de finale        | Quart de finale     | Demi-finale         | Finale              |
| Athlète        | Catégorie                | Adversaire Résultat   | Adversaire Résultat | Adversaire Résultat | Adversaire Résultat | Adversaire Résultat |
| -------------- | ------------------------ | --------------------- | ------------------- | ------------------- | ------------------- | ------------------- |
| Jose Meza      | Poids mi-mouches (-48kg) | NC                    | Barnes Défaite 8-14 | -                   | -                   | -                   |
| Luis Porozo    | Poids plumes (-57Kg)     | Navarro Victoire +3-3 | Yang Défaite 5-6    | -                   | -                   | -                   |
| Carlos Góngora | Poids moyens (-75Kg)     | Buga Victoire 14-7    | Gazis Victoire 12-1 | Singh Défaite 4-9   | -                   | -                   |

### Cyclisme

#### BMX
Hommes
- Emilio Falla

| Athlète      | Compétition | Qualifications | Qualifications | Quarts de finale | Quarts de finale | Quarts de finale | Quarts de finale | Quarts de finale | Demi-finales | Demi-finales | Demi-finales | Demi-finales | Demi-finales | Finale   | Finale |
| Athlète      | Compétition | Résultat       | Rang           | Manche 1         | Manche 2         | Manche 3         | Total            | Rang             | Manche 1     | Manche 2     | Manche 3     | Total        | Rang         | Résultat | Rang   |
| ------------ | ----------- | -------------- | -------------- | ---------------- | ---------------- | ---------------- | ---------------- | ---------------- | ------------ | ------------ | ------------ | ------------ | ------------ | -------- | ------ |
| Emilio Falla | BMX hommes  | 36 s 993       | 25e            | 3                | 6                | 8                | 17               | 6e               | -            | -            | -            | -            | -            | -        | -      |

### Haltérophilie
| Hommes - 94 kg : - Eduardo Guadamud | Femmes - 58 kg : - Alexandra Escobar |

### Judo
| Hommes - 66 kg : - Roberto Ibanez | Femmes - 48 kg : - Glenda Miranda - + 78 kg : - Carmen Chala |

### Natation
| Hommes - 100 m papillon : - Marco Camargo | Femmes - 50 m nage libre : - Yamile Bahamonde |

### Taekwondo
Femmes
- + 67 kg :
  - Lorena Benites

### Tennis
Hommes
- Simple :
  - Nicolás Lapentti

### Tir
Femmes
- 25 m pistolet :
  - Carmen Malo